# Vollzugskraft
Vollzugskräfte oder Vollzugsbedienstete sind Angehörige des öffentlichen Dienstes, die hoheitsrechtliche Befugnisse zur Vollstreckung von Gesetzen, Verordnungen, Urteilen, Beschlüssen oder Verfügungen ausüben. Dabei handelt es sich vor allem um die Befugnis zur Anwendung unmittelbaren Zwangs (§ 1 UZwG), Pfändungen und Bußgeldbescheide (Art. 33 Abs. 4 GG). Diese Personen nennt man 
Vollzugsbeamte bzw. Vollstreckungsbeamte. Es können aber auch Arbeitnehmer im öffentlichen Dienst sein, etwa in der kommunalen Verkehrsüberwachung oder im Strafvollzug (§ 155 Abs. 1 Satz 2 StVollzG).
Grundsätzlich wird zwischen aktiven und passiven Vollstreckungsbeamten unterschieden. Zu den aktiven Vollzugsbeamten zählen sämtliche, welche Maßnahmen zur Vollstreckung aktiv durchführen. Dazu zählen in Deutschland Gerichtsvollzieher, Ordnungsbeamte, Polizisten, Zöllner, Justizwachtmeister, Justizvollzugsbeamte, Bundeswehrsoldaten, sowie Sicherheitsagenten des BfV, des BND und des MAD.
Passive Vollstreckungsbeamte sind Amtsträger, welche Vollstreckungsmaßnahmen zwar bürokratisch anordnen, jedoch nicht selbst physisch durchführen und daher passiv handeln. Zu diesen zählen in Deutschland vor allem Staatsanwälte, Richter, sowie Beamte des Finanzamts und der Ausländerbehörde.

## Justizvollzugsbeamte
Justizvollzugskräfte sind als Justizvollzugsbeamte und -beamtinnen im allgemeinen Vollzugsdienst tätig. Sie nehmen die Aufgaben der Justizvollzugsanstalten wahr (§ 155 des Strafvollzugsgesetzes). Für die Vollstreckung von Urteilen und ihnen gleichstehenden Entscheidungen, die auf eine Strafe, Nebenstrafe, Nebenfolge oder Maßregel der Besserung und Sicherung lauten, gilt die Strafvollstreckungsordnung (StVollstrO). Für den Vollzug der Untersuchungshaft handeln sie aufgrund der Strafprozessordnung (StPO) und der Untersuchungshaftvollzugsordnung (UVollzO) bzw. der Untersuchungshaftvollzugsgesetze (UVollzG) der einzelnen Bundesländer.

## Polizeivollzugsbeamte
Polizeivollzugsbeamte vollziehen Bundes-, Landes- und z. T. Ortsrecht (Gemeindevollzugsdienst). Ferner werden sie auf Anforderung in der Amts- oder Vollzugshilfe tätig. Diese Beamten handeln auf der Grundlage des Polizeirechtes der Länder, als Angehörige der Bundespolizei aufgrund des Bundespolizeigesetzes, des Bundeskriminalamtes aufgrund des BKA-Gesetzes oder in ihrer Eigenschaft als Ermittlungspersonen der Staatsanwaltschaft aufgrund der StPO. Diesen sind bestimmte Eilzuständigkeiten bei der Strafverfolgung eingeräumt. Rechtsgrundlage für die Bestellung ist § 152 GVG und die darauf aufbauenden Rechtsverordnungen der Länder. 

## Vollzugsbeamte der Bundeszollverwaltung
Beamte der Bundeszollverwaltung sind in den Bereichen Grenzaufsichtsdienst, Zollfahndungsdienst und Kontrolldienst der Zollverwaltung (Kontrolleinheiten, Finanzkontrolle Schwarzarbeit) eingesetzt und handeln auf Grundlage des Zollrechtes (Zollkodex der Union, Zollkodex-Durchführungsverordnung, Zollverwaltungsgesetz und Zollverordnung, Außenwirtschaftsgesetz und Außenwirtschaftsverordnung), des Steuerrechts (Abgabenordnung), des Strafrechts (StGB) und einer Mehrzahl von weiteren Steuer- und Spezialgesetzen. Sie sind zum Großteil ebenfalls Ermittlungspersonen der Staatsanwaltschaft.

## Staatsanwaltschaften
Staatsanwälte sind weisungsgebundene Vollzugsbeamte (§ 146 GVG), die sich bei Aufnahme und Fortführung von Ermittlungsverfahren der strafprozessualen Zwangsmaßnahmen bedienen.

## Verwaltungsvollzugsbeamte
In Ländern wie Bayern oder Sachsen ist der Vollzug von Aufgaben der Gefahrenabwehr nicht allein der Polizei vorbehalten, sondern steht auch den Sicherheitsbehörden zu. Die Aufgaben werden in Sachsen durch Verwaltungsvollzugsbeamte wahrgenommen.